# 楊旦 (嘉靖進士)
楊旦（？—？），字汝明，號見峯，浙江紹興府上虞縣人，竈籍，明朝政治人物。

## 生平
浙江鄉試第三十二名舉人。嘉靖三十二年（1553年）中式癸丑科三甲第二百一十九名進士。礼部观政，嘉靖三十三年（1554年）接替陶凤麟任南直隸嘉定縣知縣。升兵部主事。

## 家族
曾祖楊得初；祖父楊英；父楊銓，母蕭氏。弟杨亘、杨旻、杨晟、杨杲、杨昆。